# Hyposada posticaria
Hyposada posticaria là một loài bướm đêm trong họ Erebidae.